# Prilep
Prilep (macedonio: Прилеп, búlgaro: Прилеп) es una municipio y ciudad de Macedonia del Norte. Limita con Cask y Dolneni al norte, Kavadarci al este, Krivogaštani, Mogila y Novaco al oeste y Grecia al sur.

## Demografía
La población del municipio es de 76 768 los que 70 000 viven la ciudad de Prilep, y el resto en las villas suburbanas.
Según el censo macedonio, la distribución étnica es: macedonios son 64 527, los gitanos 4421, serbios 315, turcos 254, albaneses 29 y otros.
Para la división territorial de 2003, absorbió los municipios de Topolčani y Vitolište, que pertenecían a Bitola. Sin ellos, la población del municipio de Bitola era de 71 899 en 1994, y 73 351 en el último censo. La población en 2003 de Topolčani en 1994 era de 3385, y en el último censo de 2923. La población de Vitolište en 1994 era de 882, y de 494 en el último censo. Con la división actual los municipios de Caparo y Bistrica fueron atribuidos a Bitola y su población llegó a 76 768 habitantes.
Hay 59 asentamientos urbanos y rurales. 